# 夏德庸
夏德庸（幸地親方賢忠，1623年—1684年），字顧行，號愽菴、湛水。琉球國音樂家。因被封為親方，所以也稱湛水親方。他被後世尊為琉球古典音樂之祖。
夏德庸生於明天啟三年（歲次癸亥）農曆六月十五，13歲出仕任小赤頭。17歲結欹髻（成年禮）。因是攝政向象賢的從弟（姨表弟）而被重用，曾四度訪問薩摩。1673年因娶妓女為妾而被人告發，罷官，蟄居於具志川間切田場村。1675年向象賢死後被恩赦還京。1684年死，享年61歲。

## 家族
- 一世祖：夏居數・越来親方賢雄。

- 父：夏肇基・幸地親方賢盈
- 母：思真滿金・西之佐司笠按司（號雪嶺。向繼善・大里按司朝生長女）

- 正室：乙女金（號菊櫺。兪得賢・幸地東風平親雲上重昌三女）
  - 長女：真滿金（號慈弘。嫁向世俊・仲田親方朝重）
  - 次女：思戶金（號實屋。嫁向嗣孝・前川親方朝年。）
    - 外孫女：向氏真松金（嫁蔡溫）

  - 長子：夏弘選
  - 三女：真鍋樽（號本心。嫁毛有倫・松堂親雲上盛福。）
- 側室：思戶金（號菊心。具志川郡府田場邑的大城爾也之女）
  - 次子：夏弘道
- 側室：真鍋樽（號圓清。東風平郡府當銘邑的嘉數爾也之女）
  - 四女：思武太金（號峻岳。嫁趙國珍・仲嶺親雲上保逢）

## 相關人物
- 毛文楊
- 向日長
- 蕭世安
- 向全謨
- 向永祚
- 歌啓業
- 伊丕顯

## 外部連結
- 『夏姓家譜（內嶺家）』七世德庸[永久]